# Büyükkabaktepe, Pınarbaşı
Büyükkabaktepe là một xã thuộc huyện Pınarbaşı, tỉnh Kayseri, Thổ Nhĩ Kỳ. Dân số thời điểm năm 2008 là 117 người.